# Tatort: Todesbote
Todesbote ist ein Fernsehfilm aus der Krimireihe Tatort der vom Hessischen Rundfunk (HR) unter der Regie von Sylvia Hoffman produziert und am 	30. August 1998 im Programm Das Erste zum ersten Mal gesendet wurde. Es handelt sich um die 395. Tatort-Folge und den zwanzigsten Fall des Frankfurter Kriminalhauptkommissars Edgar Brinkmann. Im Film hatte die Berliner Radio- und Fernsehmoderatorin Juliane Bartel einen Gastauftritt; sie starb am 3. April 1998, noch vor der Erstausstrahlung.

## Handlung
Das Ehepaar Blankenberg befindet sich in einer Krise. Silvia Blankenberg hatte einen Privatdetektiv beauftragt und weiß seit kurzem, dass ihr Mann sie mit einer Jüngeren betrügt. Nachdem es auf einer Autobahnraststätte zwischen den beiden zu einem Disput kommt, verschwindet Silvia Blankenberg. Sie lässt sich auf ein Abenteuer mit Gerd Baltruschat ein, einem jungen Bühnenschauspieler, den sie gerade in der Raststätte kennengelernt hat. Ihr Mann nimmt an, dass sie ihm aus Enttäuschung „weggelaufen“ ist. Trotzdem wendet er sich an Kommissar Brinkmann, den er persönlich kennt, und will seine Frau als vermisst melden. Dieser schickt ihn zur Vermisstenstelle.
Am nächsten Tag erhält Horst Blankenberg einen Anruf von Gerd Baltruschat. Mit verstellter Stimme und ausländischem Akzent fordert dieser zwei Millionen DM, wenn Blankenberg seine Frau zurückhaben will. Zudem droht er mit Details seiner Finanzaktionen an die Öffentlichkeit zu gehen, wenn er das Geld nicht zahlen oder die Polizei einschalten würde. Blankenberg wird telefonisch zu einer Autobahnraststätte bestellt. Während er dort angeblich neue Anweisungen erhalten soll und sich von seinem Auto entfernt, bemerkt er beim Wiederkommen, dass die Tasche mit dem Geld vom Rücksitz des Wagens verschwunden ist. Kurz darauf fallen Schüsse und Blankenburg sinkt tot zu Boden.
Kommissar Brinkmann wird mit seinem Assistenten Wegener zum Tatort gerufen. Sie befragen als erstes Blankenbergs Sekretärin Renate Knof nach möglichen Hintergründen der Tat. Diese gibt an, von Blankenbergs Ermordung durch zwei Schüsse geträumt zu haben. Von ihr erhält Brinkmann auch den Hinweis auf die junge Freundin des Ermordeten Senta Sando, die als Künstlerin arbeitet und Plastiken anfertigt.  Diese Brinkmann sucht auf befragt sie nach dem Verhältnis der Blankenburgs zueinander. Für ihn erscheint es denkbar, dass die eifersüchtige Ehefrau ihren Mann aus dem Weg räumen ließ. Senta Sando gibt an, dass ihr in letzter Zeit ein kleiner schwarzer Wagen aufgefallen sei, der öfter vor Blankenbergs Haus gestanden habe.
Silvia Blankenberg kann inzwischen relativ unverletzt aus dem Keller eines verlassenen Hauses befreit werden. Sie schildert Brinkmann Details zu ihrer angeblichen Entführung. Ihm fällt allerdings auf, dass sie körperlich keinerlei Entführungs- oder Fesselungsspuren aufweist. Als der Kommissar sie vom Tod ihres Mannes unterrichtet, ist sie schockiert. Sie fährt zu Baltruschat, um ihn zur Rede zu stellen. Dabei beschuldigen sich beide gegenseitig des Mordes.
Brinkmann lässt Silvia Blankenberg observieren und stößt dabei auf häufige Treffen mit Baltruschat. Dieser entzieht sich unangenehmen Befragungen und verreist ins Ausland. Die Polizei wird derweil mit einem neuen Mord konfrontiert. Der Privatdetektiv Walter Bodner wurde auf einem Frankfurter Parkplatz erschossen aufgefunden. Als Brinkmann und sein Assistent Wegener sich in Bodners Wohnung umsehen, fällt ihnen das Foto eines Zeitungsausschnitts in die Hände, den Wegener schon in Blankenbergs Tresor gefunden hatte. Es geht dabei um den Suizid eines Ehepaars Donas. Brinkmann bemerkt sofort die Verbindung zu dem Namen Sando, den sich Blankenbergs Freundin als Künstlernamen gewählt hat. Er sagt ihr auf den Kopf zu, dass sie Blankenberg erschossen habe, weil dieser ihre Eltern durch eine falsche Finanzberatung in den Selbstmord getrieben hat. Außerdem habe sie wohl auch den Detektiv getötet, nachdem dieser ihr auf die Schliche gekommen sei. Da bedroht sie Brinkmann mit einer Pistole. Sie versucht mit einem Auto zu fliehen und wird dabei von Wegener verfolgt. Als sie an der Brücke ankommt, an der schon ihre Eltern den Tod fanden, fährt sie mit hohem Tempo und voller Absicht gegen den Pfeiler.
Nachdem Silvia Blankenberg feststellt, dass Baltruschat sich mit dem erpressten Geld abgesetzt hat, will sie ihn als Mörder bei Brinkmann anzeigen, doch dieser nimmt sie fest, da er schon länger hinter die vorgetäuschte Entführung gekommen war. Er versichert ihr, dass auch Baltruschat verhaftet werden wird, sobald dieser wieder in Deutschland ist.

## Rezeption

### Einschaltquoten
Die Erstausstrahlung von Todesbote am 30. August 1998 erreichte für Das Erste einen Marktanteil von 28,09  Prozent und wurde in Deutschland von 9,08 Millionen Zuschauern gesehen.

### Kritiken
Die TV-Spielfilm-Fernsehzeitung gibt den Daumen nach oben und meint: „Kein Höhenflug, aber ein anständiger Fall.“